# Pulau Lepar
Pulau Lepar är en ö i Indonesien.   Den ligger i provinsen Bangka-Belitung, i den västra delen av landet, 400 km norr om huvudstaden Jakarta. Arean är 215 kvadratkilometer.
Terrängen på Pulau Lepar är platt. Öns högsta punkt är 163 meter över havet. Den sträcker sig 17,2 kilometer i nord-sydlig riktning, och 22,3 kilometer i öst-västlig riktning.  I omgivningarna runt Pulau Lepar växer i huvudsak städsegrön lövskog.